# 马力 (1957年)
马力（1957年12月—），男，回族，黑龙江齐齐哈尔人，中华人民共和国政治人物，曾任宁夏回族自治区人民政府副主席、宁夏回族自治区政协副主席、宁夏行政学院院长。